# Yongcheng
Koordinaten: 33° 56′ N, 116° 27′ O
Yongcheng  (永城市,  Yǒngchéng Shì) ist eine kreisfreie Stadt in der chinesischen Provinz Henan. Sie gehört zum Verwaltungsgebiet der bezirksfreien Stadt Shangqiu. Yongcheng hat eine Fläche von 1.994 km² und zählt 1.238.800 Einwohner (Stand: Ende 2018).
Die Gräber der Familie des Königs (wang) von Liang aus der Zeit der Han-Dynastie (Han Liang wang muqun 汉梁王墓群), die neolithische Wangyoufang-Stätte (Wangyoufang yizhi 王油坊遗址) und die Pagode des Chongfa-Tempels (Chongfa si ta 崇法寺塔) stehen auf der Liste der Denkmäler der Volksrepublik China.